# Ramones (альбом)
Ramones — дебютный студийный альбом группы Ramones, записанный в 1976 году за $6400 и выпущенный в этом же году американским лейблом Sire Records. Будучи одним из самых первых и главных релизов в истории панк-рока, альбом оказал значительное влияние на впоследствии известные панк-рок-коллективы США и Британии.
В 2012 году альбом Ramones попал в число 50 звукозаписей, выбранных библиотекой Конгресса США для помещения в фонд Национального реестра звукозаписей, в который попадают «культурно, исторически или эстетически важные» звукозаписи XX века.

## Об альбоме
Ramones содержит 14 песен, из которых 13 написаны группой плюс одна кавер-версия на песню начала 60-х годов. Пластинка в США разошлась мизерным тиражом в 7 тысяч экземпляров и была проигнорирована прессой (один критик назвал её «…звучанием 10 000 унитазов, спускающих воду одновременно»), но в Британии явилась главным катализатором для зарождавшейся панк-сцены, произвела ошеломляющее впечатление на всех будущих звёзд панк-рока (Sex Pistols, The Clash, The Damned, The Stranglers) и считается первым настоящим панк-рок альбомом в истории музыки.

К моменту начала работы над альбомом у Ramones было всё готово: оформление обложки, имидж, идеи. Томми был парнем истинно концептуальным, смотрел далеко в будущее. <…> Звучание важно было сделать предельно естественным: это была наша реакция на группы вроде Emerson, Lake & Palmer, которые на все 4 стороны размазывали свою псевдо-классику… Есть мнение, что всё в альбоме исполнено вживую, но это не так. Гитарная «стена звука» была создана пятью или шестью наложениями. В микс также вошли 12-струнная гитара, орган, хлопок крышки фортепиано и… да, ещё электропила.
 — Крэйг Леон, руководитель отдела A&R Sire Records и продюсер альбома.
В 2011 году обложка пластинки заняла 33-е место в списке лучших обложек альбомов всех времён по мнению читателей интернет-издания Music Radar.

## Тексты и музыка

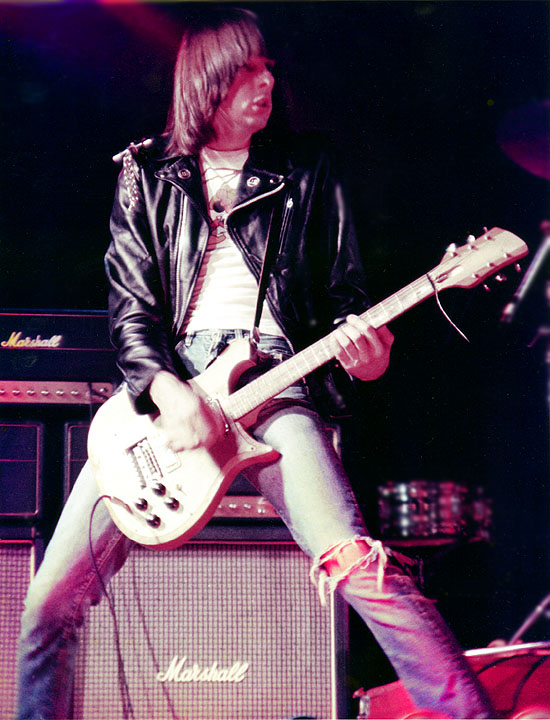
Джонни Рамон в 1977 году

Отличительной чертой альбома стал скоростной ритм и особенная техника игры на гитаре Джонни Рамона, игравшего преимущественно аккордами и квинтами безо всяких лид- и соло-партий (за исключением песни «Now I Wanna Sniff Some Glue»). Гитарист бил по струнам «отрывисто» и строго вниз — такой стиль игры на гитаре стал называться «buzzsaw» (с англ. — «циркулярная пила»), так как гитарные усилители при этом были сильно перегружены. Подобная техника игры стала использоваться не только в панке, но и хеви-метале, хардкор-панке, трэш-метале и гранже. При этом группа придерживалась простых популярных мелодий, благодаря чему первые несколько альбомов Ramones дали новый виток популярности пауэр-попу как стилю.
Ударник Томми Рамон отличился крайне динамичной игрой на ударных, играя с метрономом, который был включён в крайне правое — самое скоростное положение, ранее не использовавшееся в студии никем. Джейн Каунти (ранее — Уэйн Каунти) в документальном телесериале Punk 2019 года называла группу Ramones «похожими на The Beach Boys, только под спидами».

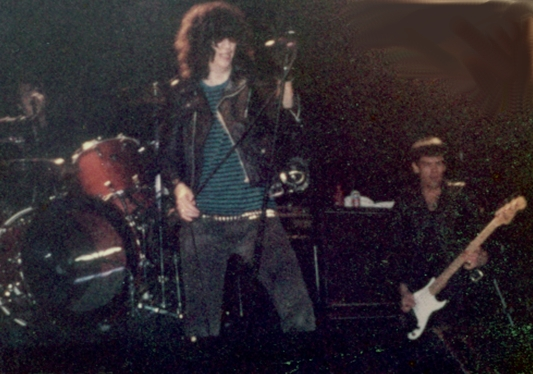
Вокалист Джоуи Рамон и басист Ди Ди Рамон были основными авторами текстов песен для альбома

Тексты песен, написанные по большей части Ди Ди Рамоном и Джоуи, исполнялись от лица представителей среднего класса Нью-Йорка, зачастую в глумливой или же грязно-циничной манере. Тексты песен «Chain Saw» и «I Don’t Wanna Go Down to the Basement» стали данью любви музыкантов к фильмам ужасов, а «Havana Affair» — любви к комиксам. Лиричный текст песни Томми Рамона «I Wanna Be Your Boyfriend» был написан в стиле любовных песен 1960-х годов, а вот песни «Listen to My Heart» и «I Don’t Want to Walk Around with You» повествовали о разрыве неудачных отношений. Другой текст, написанный Джоуи, — «Beat on the Brat» — переводится как «Бей урода» и повествует о ненависти и насилии.
Откровенными стали тексты Ди Ди Рамона «53rd & 3rd» и «Now I Wanna Sniff Some Glue»: первая песня наполовину автобиографична, так как Ди Ди занимался проституцией в молодости. Герой песни — парень-проститутка, он стоит на углу 53-й и 3-й улиц Нью-Йорка в поисках клиента, которого он же убивает, тем самым доказывая, что «он не баба». Вторая же песня состоит из четырёх строчек, повторяющихся несколько раз: темой текста стала токсикомания, преимущественно связанная с нюханием клея. Песня стала объектом дебатов в Британском парламенте благодаря своей тематике.
Ричард Хэлл, друживший в семидесятые годы с Ди Ди Рамоном, вспоминал:

Я чувствовал духовное родство с Ramones. Я любил их и не ставил при этом никаких условий. Они были просто теми, кто они есть. Лиза Робинсон наняла меня написать про них статью для Hit Parader — это первая статья про них, которую напечатали на всю страну. У них все песни были на две минуты, и я спросил у них названия песен. У них тогда было штук пять-шесть таких: «Я не хочу назад в подвал», «Я не хочу гулять с тобой», «Я не хочу, чтоб меня учили, не хочу, чтоб меня приручали» и «Я не хочу» ещё что-то там.
И Ди Ди сказал: «До „Я хочу понюхать клея“ у нас не было ни одной позитивной песни».

Они были совершенны, ты в курсе?— Ричард Хэлл (взято из интервью в книге «Прошу, убей меня!»
| Оценки критиков               | Оценки критиков |
| Источник                      | Оценка          |
| ----------------------------- | --------------- |
| AllMusic                      | [ 9 ] [ 10 ]    |
| The Austin Chronicle          | [ 11 ]          |
| BBC Music                     | без оценки      |
| Blender                       | [ 13 ]          |
| Cashbox                       | без оценки      |
| Robert Christgau              | (A)             |
| Circus                        | без оценки      |
| Classic Rock                  | [ 17 ]          |
| Classic Rock                  | без оценки      |
| Crawdaddy!                    | без оценки      |
| Creem                         | без оценки      |
| Encyclopedia of Popular Music | [ 22 ]          |
| The Great Rock Discography    | [ 23 ]          |
| The Guardian                  | [ 24 ]          |
| Laut.de                       | [ 25 ]          |
| metal.de                      | без оценки      |
| Mojo                          | [ 27 ]          |
| MusicHound                    | [ 28 ]          |
| New Musical Express           | без оценки      |
| New Musical Express           | 10/10           |
| Q                             | [ 31 ]          |
| Record World                  | без оценки      |
| Rolling Stone                 | без оценки      |
| The Rolling Stone Album Guide | [ 34 ]          |
| Spin Alternative Record Guide | 10/10           |
| Sputnikmusic                  | [ 36 ]          |
| Stereo Review                 | без оценки      |
| Trouser Press                 | без оценки      |
| Uncut                         | [ 39 ]          |
| ZigZag                        | без оценки      |

Отдельной темой первой и последней песен альбома («Blitzkrieg Bop» и «Today Your Love, Tomorrow the World») стал нацизм, при этом никто из музыкантов не являлся приверженцем нацистских идей (возможно, за исключением гитариста Джонни, придерживавшегося правых взглядов). Песня «Blitzkrieg Bop» была написана Томми Рамоном и изначально называлась «Animal Hop». Суть песни заключалась в неумолимой силе и бунтарстве молодёжи, в особенности, посещающей вечеринки. Ди Ди Рамон изменил часть текста и название песни, сделав главной темой песни движение нацистов. Песня основана на трёх аккордах, скоростном ритме и абсолютно одинаковых музыкальных партиях гитары и баса, что станет визитной карточкой панк-рока как жанра.

## Критика, наследие и влияние
Несмотря на плохие продажи в 1976 году, альбом получил благоприятные отзывы в прессе, невзирая даже на тематику насилия и нацизма в песнях. Роберт Кристгау похвалил альбом в 1976 году, отметив, что «Ramones звучат чище, чем Dolls, жизнерадостнее, чем Velvets, и слушабельнее, чем Black Sabbath». Журналист Пол Нельсон в журнале Rolling Stone отзывался об альбоме, как о «классическом рок-н-ролле, только более ритмичном и интенсивном». Журнал Creem в то же время называл альбом «самой радикальной пластинкой за последние шесть лет», указав на наглость и смелость музыкантов как основополагающий фактор «революции» в музыке.
Структура альбома действительно стала «революционной» для рок-музыки: так же, как и в случае с первым лонглеем New York Dolls, песни Ramones были простыми, быстрыми и мелодичными: длительность песен не превышала двух минут (а иногда была и меньше двух минут), а на концертах песни зачастую игрались в два раза быстрее. Умеренный успех альбома поспособствовал развитию только появившейся в начале 1970-х годов панк-сцены Нью-Йорка, вышедшей из клуба CBGB, где помимо Ramones, уже были Television, Talking Heads, Blondie, Suicide, Патти Смит, Ричард Хэлл и другие.
Альбомом восхищались не только критики но и рок-музыканты 1970-х годов: Лу Рид, Дэвид Боуи, Игги Поп и Марк Болан, который, услышав группу «живьём» в 1976 году в Лондоне, сразу же согласился дать серию совместных концертов с группой в Англии. Также одними из первых, кто услышал Ramones в Британии, были участники The Damned, Sex Pistols, Stranglers и The Clash, на которых музыка Ramones произвела неизгладимое впечатление. Легс Макнил утверждал, что «побывав на концерте Ramones в Лондоне, британские панк-музыканты сами стали играть как Ramones».
Также альбом Ramones оказал влияние на творчество коллективов Black Flag, Misfits, Generation X и Green Day. Истинное влияние альбома не поддаётся исчислению: пластинка повлияла и на такие музыкальные направления, как хардкор-панк, хеви-метал, трэш-метал, гранж, пост-панк и инди-поп.
Техника быстрой и «отрывистой» игры Джонни Рамона на гитаре и техника игры Томми Рамона на ударных стали также основополагающими для многих будущих панк-групп. Журнал Rolling Stone присудил Джонни Рамону 28-е место в списке величайших гитаристов всех времён, а Томми Рамону 70-е место в списке величайших ударников всех времён соответственно. Главный хит альбома — «Blitzkrieg Bop» — также был признан одной из лучших песен всех времён по версии того же журнала.
Песни альбома также славятся рекордным количеством перепевок и кавер-версий: наиболее перепеваемыми оказались «Blitzkrieg Bop», «Beat on the Brat», «Now I Wanna Sniff Some Glue», «I Wanna Be Your Boyfriend», «Havana Affair», «53rd & 3rd». Среди исполнителей кавер-версий Ramones отметились такие рок-звёзды, как Metallica, Red Hot Chili Peppers, Sonic Youth, Foo Fighters, U2, Роб Зомби, Die Toten Hosen, Yo La Tengo, Offspring, Rancid и многие другие.
Сам альбом нередко включался в списки «величайших альбомов всех времён»: так, например, альбом занял 126-е место в списке New Musical Express и 33-е место в списке Rolling Stone, а в 2020 году журнал присудил альбому 47-е место. Альбом также был занесён в книгу Криса Смита «101 альбом, изменивший популярную музыку» в 2009 году и альманах «1001 музыкальный альбом, который стоит прослушать, прежде чем вы умрёте».
В 2016 году альбом занял первое место в списке «40 величайших панк-альбомов всех времён» по версии журнала Rolling Stone в 2016 году.

## Список композиций
| №  | Название                                | Автор(ы)                  | Длительность |
| -- | --------------------------------------- | ------------------------- | ------------ |
| 1. | «Blitzkrieg Bop»                        | Томми Рамон, Ди Ди Рамон  | 2:12         |
| 2. | «Beat on the Brat»                      | Джоуи Рамон               | 2:30         |
| 3. | «Judy Is a Punk»                        | Джоуи Рамон               | 1:30         |
| 4. | «I Wanna Be Your Boyfriend»             | Томми Рамон               | 2:24         |
| 5. | «Chain Saw»                             | Джоуи Рамон               | 1:55         |
| 6. | «Now I Wanna Sniff Some Glue»           | Ди Ди Рамон               | 1:34         |
| 7. | «I Don’t Wanna Go Down to the Basement» | Ди Ди Рамон, Джонни Рамон | 2:35         |

| №                   | Название                                         | Автор(ы)                  | Длительность |
| ------------------- | ------------------------------------------------ | ------------------------- | ------------ |
| 1.                  | «Loudmouth»                                      | Ди Ди Рамон, Джонни Рамон | 2:14         |
| 2.                  | «Havana Affair»                                  | Ди Ди Рамон, Джонни Рамон | 2:00         |
| 3.                  | «Listen to My Heart»                             | Ди Ди Рамон               | 1:56         |
| 4.                  | «53rd & 3rd»                                     | Ди Ди Рамон               | 2:19         |
| 5.                  | «Let’s Dance» (кавер-версия песни Криса Монтеса) | Джим Ли                   | 1:51         |
| 6.                  | «I Don’t Wanna Walk Around With You»             | Ди Ди Рамон               | 1:43         |
| 7.                  | «Today Your Love, Tomorrow the World»            | Ди Ди Рамон               | 2:09         |
| Общая длительность: | Общая длительность:                              | Общая длительность:       | 29:04        |

| №   | Название                                                     | Автор(ы)                               | Длительность |
| --- | ------------------------------------------------------------ | -------------------------------------- | ------------ |
| 15. | «I Wanna Be Your Boyfriend» (demo)                           | Томми Рамон                            | 3:02         |
| 16. | «Judy Is a Punk» (demo)                                      | Джоуи Рамон                            | 1:36         |
| 17. | «I Don’t Care» (demo)                                        | Джоуи Рамон                            | 1:55         |
| 18. | «I Can’t Be» (demo)                                          | Ди Ди Рамон, Джоуи Рамон, Джонни Рамон | 1:56         |
| 19. | «Now I Wanna Sniff Some Glue» (demo)                         | Ди Ди Рамон                            | 1:42         |
| 20. | «I Don’t Wanna Be Learned» / «I Don’t Wanna Be Tamed» (demo) | Ди Ди Рамон, Джоуи Рамон, Джонни Рамон | 1:05         |
| 21. | «You Should Never Have Opened That Door» (demo)              | Ди Ди Рамон, Джонни Рамон              | 1:54         |
| 22. | «Blitzkrieg Bop» (single version)                            | Томми Рамон, Ди Ди Рамон               | 2:12         |

## Участники записи
Список составлен по сведениям базы данных Discogs.

| Ramones: - Джоуи Рамон — ведущий вокал - Джонни Рамон — ведущая гитара - Ди Ди Рамон — бас-гитара, бэк-вокал, соведущий вокал (в песне «53rd & 3rd») - Томми Рамон — ударные, продюсер Приглашённые музыканты: - Крэйг Леон — орган (в песне «Let’s Dance»), бэк-вокал - Микки Ли — бэк-вокал, хлопки в ладоши - Роб Фримен — бэк-вокал - Дэнни Филдс — хлопки в ладоши - Артуро Вега – хлопки в ладоши | Технический персонал: - Крэйг Леон — продюсер, инженер сведе́ния - Тамаш Эрдейи — продюсер - Роб Фримен — звукоинженер, инженер сведе́ния - Дон Ханерберг — ассистент звукоинженера - Грег Калби — мастеринг-инженер - Роберта Бейли — фотограф (фото лицевой стороны обложки конверта) - Артуро Вега – фотограф (фото задней стороны обложки конверта) |

## Позиции в хит-парадах
Еженедельные чарты:
| Год  | Хит-парад                                  | Высшая позиция | Пребывание |
| ---- | ------------------------------------------ | -------------- | ---------- |
| 1976 | США (Billboard Top 200 Albums)             | 111            | 18 недель  |
| 1976 | Швеция (Topplistan)                        | 48             | 1 неделя   |
|      |                                            |                |            |
| 2002 | Великобритания (Rock & Metal Albums Chart) | 33             | 2 недели   |
|      |                                            |                |            |
| 2011 | Италия (FIMI)                              | 67             | 1 неделя   |
|      |                                            |                |            |
| 2016 | Бельгия/Валлония (Ultratop)                | 77             | 1 неделя   |
| 2016 | Бельгия/Фландрия (Ultratop)                | 139            | 2 недели   |
| 2016 | Великобритания (Albums Chart Update)       | 76             | 1 неделя   |
| 2016 | Великобритания (Albums Sales Chart)        | 91             | 1 неделя   |
| 2016 | Великобритания (Physical Albums Chart)     | 59             | 1 неделя   |
| 2016 | Великобритания (Record Store Chart)        | 25             | 1 неделя   |
| 2016 | Великобритания (Vinyl Albums Chart)        | 26             | 1 неделя   |
| 2016 | Германия (Offizielle Top 100)              | 44             | 1 неделя   |
| 2016 | Испания (PROMUSICAE)                       | 76             | 1 неделя   |
| 2016 | Италия (FIMI)                              | 37             | 3 недели   |
| 2016 | Нидерланды (Album Top 100)                 | 185            | 1 неделя   |
| 2016 | Шотландия (Scottish Albums Chart)          | 82             | 1 неделя   |
|      |                                            |                |            |
| 2018 | Великобритания (Vinyl Albums Chart)        | 25             | 2 недели   |
| 2018 | Шотландия (Scottish Albums Chart)          | 97             | 1 неделя   |
|      |                                            |                |            |
| 2020 | Бельгия/Фландрия (Ultratop)                | 173            | 1 неделя   |
| 2020 | Великобритания (Record Store Chart)        | 28             | 4 недели   |

## Сертификации
| Регион | Сертификация | Продажи  |
| --- | ------------ | -------- |
| Великобритания (BPI) | Серебряный   | 60 000   |
| США (RIAA) | Золотой      | 500 000^ |
| * Данные о продажах приведены только на основе сертификации. ^ Данные о тиражах приведены только на основе сертификации. |              |          |